# Vafiochóri
Vafiochóri är en ort i Grekland.   Den ligger i prefekturen Nomós Kilkís och regionen Mellersta Makedonien, i den norra delen av landet, 300 km norr om huvudstaden Aten. Vafiochóri ligger 67 meter över havet och antalet invånare är 868.
Terrängen runt Vafiochóri är platt åt sydost, men åt nordväst är den kuperad. Terrängen runt Vafiochóri sluttar västerut. Runt Vafiochóri är det ganska tätbefolkat, med 60 invånare per kvadratkilometer. Närmaste större samhälle är Polýkastro, 8,1 km väster om Vafiochóri. Trakten runt Vafiochóri består till största delen av jordbruksmark.